# Herta Kašparová
Herta Kašparová (německy Herta Caspar, 21. června 1923 Třešť – 13. září 1946 tamtéž) byla česko-německá úřednice a tlumočnice, zaměstnankyně jihlavské a poté zlínské kriminální policie a gestapa, která 7. května 1945 sehrála zásadní úlohu při masakru 10 z 33 povstalců po pokusu o osvobození města od německých okupačních vojsk na konci druhé světové války, které označila jako pachatele vyrabování bytu její rodiny. Dne 13. září 1946 byla odsouzena místním lidovým soudem a ještě toho dne v podvečer popravena oběšením nedaleko třešťského zámku v rámci poslední veřejné popravy ženy v historii Československa.

## Život

### Mládí
Narodila se v budově třešťského nádraží do rodiny Sudetských Němců pocházejících ze Šumperska. Její otec Alois, zaměstnanec ČSD, sem byl umístěn jako výpravčí krátce před jejím narozením. Od narození měla zdeformovanou jednu nohu a nepatrně na ni napadala. Obecnou školu vychodila v Třešti, navštěvovala místní Sokol a měla rovněž řadu českých přátel. Rodina však měla ve většinově českém městě oportunistickou pověst – jakkoli během své přítomnosti ve městě mluvila německy, po Mnichovské dohodě se vystěhování do Německé říše bránila deklarací českého původu. Rovněž měnila podobu svého příjmení mezi variantami „Kašpar“ a „Caspar“. Po vzniku Protektorátu Čechy a Morava 15. března 1939 naopak skrz německý původ získala říšské občanství.

### Protektorát Čechy a Morava
Díky konexím svého bratra začala Kašparová okolo roku 1940 pracovat na služebně německé kriminální policie v Jihlavě jako zapisovatelka a tlumočnice, v září 1942 nastoupila na stejnou pozici na ústředí ve Zlíně. Díky své dokonalé znalosti němčiny a češtiny se účastnila výslechů zadržených a spolupracovala s oddělením zlínského gestapa. Zřejmě s postupující frontou a blížící se Rudou armádou se na jaře roku 1945 vrátila ke svým rodičům do Třeště.

### Třešťský masakr

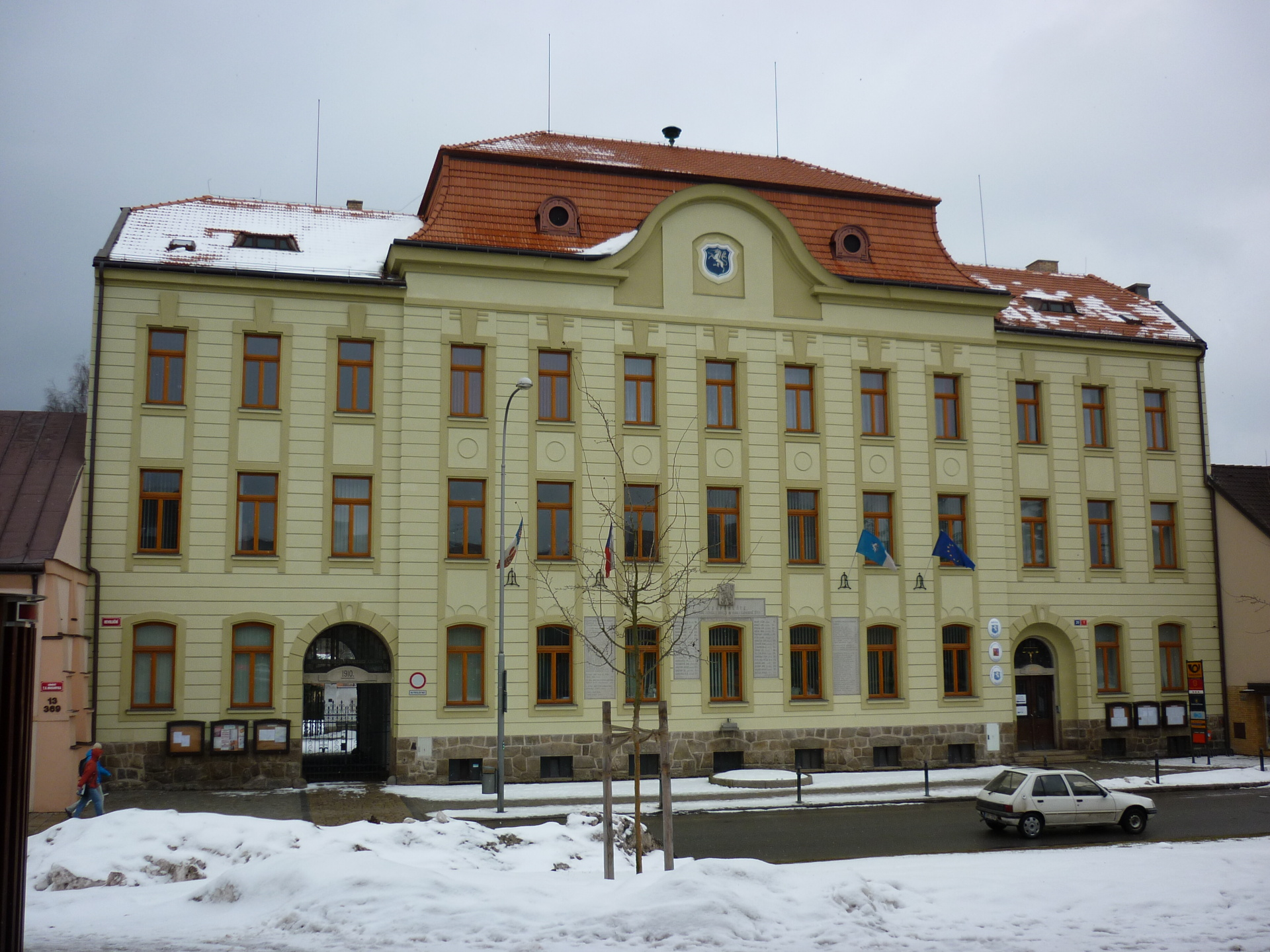
Radnice v Třešti

Po zprávách o vypuknutí Pražského povstání 5. května 1945 a postupujícím procesu osvobozování území Československa se rozvinul odpor proti německým okupantům ze strany českého obyvatelstva také v Třešti. Dne 7. května převzali povstalci kontrolu nad městem a utvořili zde Národní výbor. V rámci msty na německém obyvatelstvu vtrhla skupina asi dvaceti ozbrojených mužů do nádražního bytu Kašparových, neboť výpravčí Kašpar byl velitelem zdejší jednotky německé domobrany Volkssturm. Byt útočníci kompletně zdemolovali a vyrabovali. Všichni němečtí obyvatelé města pak byli shromážděni a uvězněni v prostorách městské školy a nezřídka na nich bylo pácháno lynčování či verbální i fyzické násilí.
O povstání v Třešti se dostaly informace do stále nacisty kontrolované Jihlavy a Třebíče a ještě téhož dne dorazila do Třeště dvě trestná komanda Wehrmachtu a dalších německých jednotek, aby osvobodila vězněné německé obyvatelstvo. Kašparová ve skupině poznala několik osob, které znala ze svých předchozích zaměstnání, a následně pak byla vyzvána, aby označila české muže a chlapce, kteří u nich doma vykonávali prohlídku. Celkem jich takto vybrala jedenáct. Deset z takto vybraných bylo záhy zastřeleno na dvoře budovy radnice a poslední, jedenáctý byl popraven již předtím s ostatními zajatými revolucionáři. Spekuluje se, že někteří z nich mohli být vybráni i z jiných důvodů, než byla přímá účast na razii u Kašparových, a jednalo se tak z její strany o osobní mstu.
S osvobozenými Němci pak Kašparová odjela z Třeště a usídlila se v rakouském Gmündu, kde pracovala jako pomocnice v domácnosti a pradlena, mj. v kuchyni pro následně dorazivší vojáky Rudé armády. Dne 2. února 1946 však byla poznána, eskortována zpět do Československa.

### Soud a poprava
V rámci série procesů s pachateli válečných zločinů v září 1946 byla 13. září postavena před mimořádný soud konaný v městském[kde?] Sokolském domě. Proti obviněním se hájila tím, že nevěděla, že budou vybraní muži popraveni. Ovšem vzhledem k okolnostem situace a jejím znalostem schopností a způsobů německých ozbrojených jednotek to lze označit za účelovou obhajobu. Soud ji za kolaboraci s nacisty a zločiny proti českým lidem v odpoledních hodinách odsoudil k trestu smrti oběšením, který měl být vykonán dvě hodiny po vynesení rozsudku. Kašparová zažádala o prodloužení lhůty na tři hodiny, aby se mohla setkat se svým bratrem, čemuž soud vyhověl.
Popravena byla v půl sedmé večer na louce za Třeští, v místě zvaném Pod Kaštany nedaleko městského zámku, den předtím zde byl stejným způsobem popraven také vedoucí NSDAP v Třešti Walter Engelmann.[zdroj?] Soudní tribunál ji těsně před popravou ještě jednou přečetl rozsudek. Následně byla, oděná v krátkých zdobených šatech, přivedena k šibenici a oběšena. Lékař poté konstatoval smrt. Její tělo bylo uloženo do rakve připravené pod šibenicí a odvezeno na Ústřední hřbitov v Jihlavě, kde byla pohřbena spolu s dalšími Němci, kteří zahynuli během a po konci války. Události se zúčastnily tisíce lidí z Třešti i okolí, včetně žáků základních škol, a kvůli velkému zájmu musely být divákům prodávány vstupenky.

### Po smrti

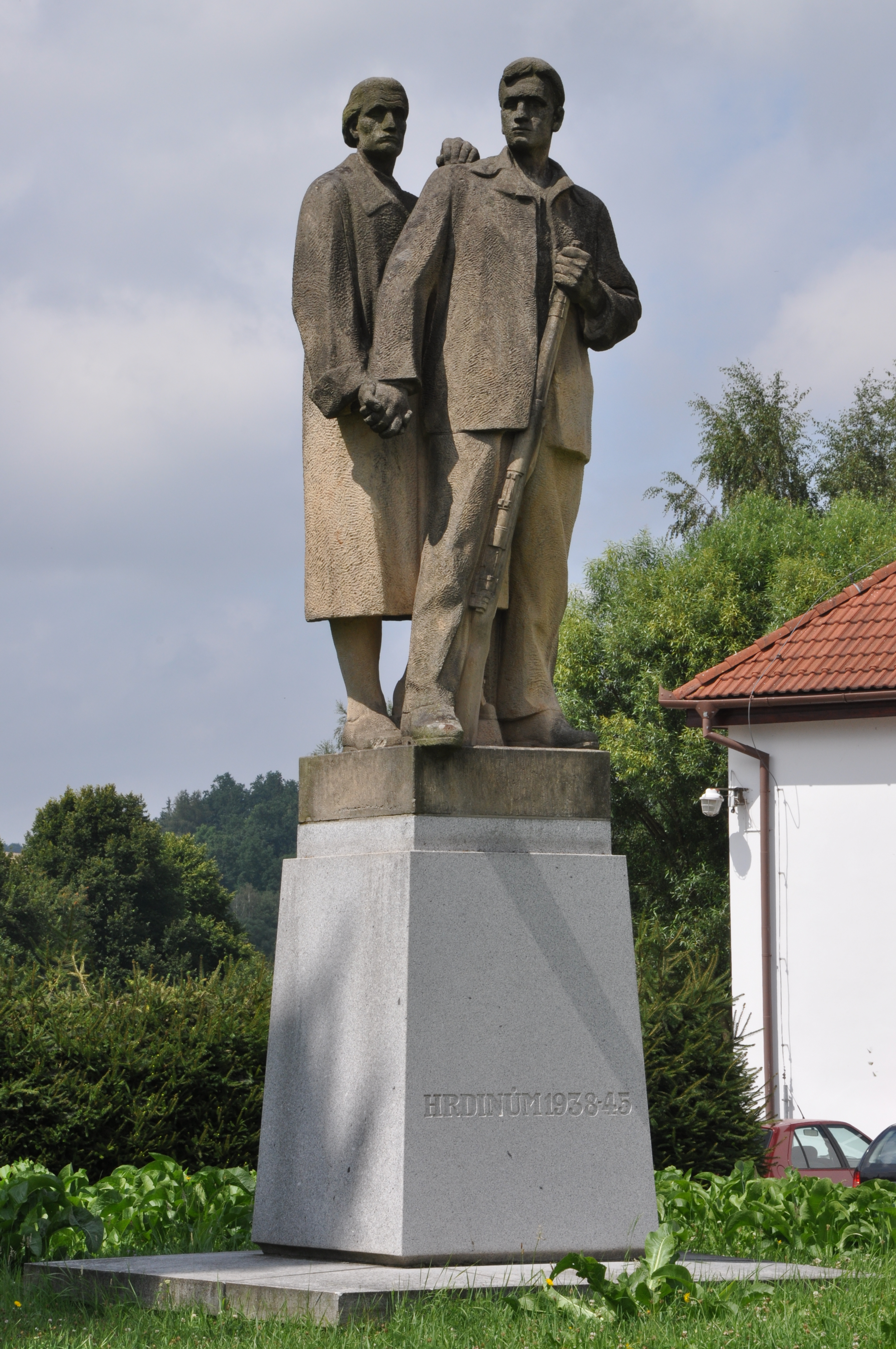
Pomník obětem druhé světové války v Třešti

Teatrálnost popravy výrazně přispěla k tomu, že se akt stal jednou z posledních uskutečněných veřejných poprav na území Československa, přičemž poslední veřejné popravy proběhly v roce 1947. Kašparová se tak, vedle například oběti komunistického režimu Milady Horákové či psychopatické vražedkyně Olgy Hepnarové, stala jednou z mála žen v Československu odsouzených k trestu smrti a popravených.
Ve městě bylo na paměť potlačeného povstání vztyčeno alegorické sousoší. Na místě popravy třešťských revolucionářů na dvoře městské radnice vznikl pietní památník.
Osudem Herty Kašparové se zabývá jedna z epizod dokumentárního cyklu Osudové okamžiky z produkce České televize, natočená roku 2004.